# Bertil Oppenheimer
Bertil Karl Oppenheimer, född 2 oktober 1950, är en svensk pensionerad auktoriserad revisor och författare.

## Biografi
Bertil Oppenheimer är son till Elli (1913-1984) och Kurt Oppenheimer (1910-1978) som invandrade till Sverige 1943 på flykt från judeförföljelserna i Nazityskland. Han växte upp i en Stockholmsförort och tog ekonomexamen vid Stockholms universitet 1973. Han har därefter haft en lång revisorskarriär inom BDO i Sverige. Han har i stor utsträckning kommit att arbeta med företagskonkurser och företag i kris, och har skrivit flera böcker samt varit verksam som föreläsare inom området.
Oppenheimer blev tidigt intresserad av släktforskning, och har på senare år gjort efterforskningar av sina föräldrars bakgrund, föreläst inom området samt varit aktiv inom Judiska släktforskningsföreningen.
Oppenheimer är sedan 2020 nämndeman i Attunda tingsrätt (Sollentuna).

### Till Sverige: historien som aldrig blev berättad
Bertil Oppenheimers föräldrar berättade aldrig för sina barn om sina traumatiska upplevelser i Nazityskland. Efter föräldrarnas död fann han dokument och brev som väckte hans intresse för att kartlägga sina föräldrars historia och kunde år 2010 efter flera års arbete publicera boken Till Sverige: historien som aldrig blev berättad.
I boken beskrivs hur föräldrarna 1937 flyttade till Holland för att undkomma ofrihet och förföljelse i Tyskland. De hade släktingar i Sverige och vistades här en tid 1938 men blev utvisade och återvände till Holland. När även Holland ockuperades tvingades de leva gömda. Efter sex ansökningar om inresetillstånd till Sverige som alla fick avslag så fick föräldrarna slutligen uppehållstillstånd 1943.

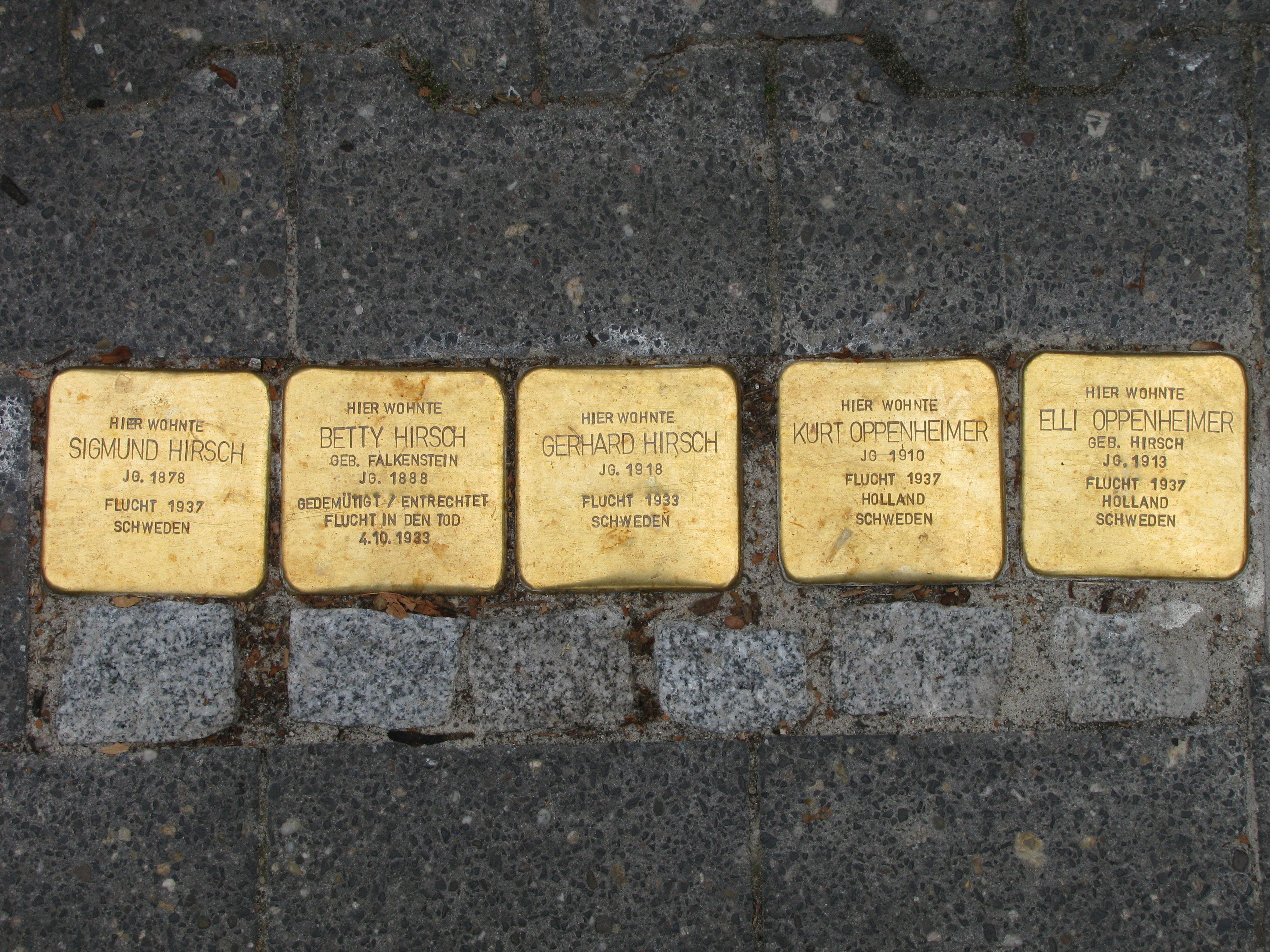
Snubbelstenar (Stolpersteine) för Kurt och Elli Oppenheimer, Ellis föräldrar Sigmund och Betty Hirsch samt Ellis bror Gerhard Hirsch, utplacerade i juni 2022 vid Bockenheimer Landstraße 107 i Frankfurt am Main.

I juni 2022 utplacerades minnesmärken i form av Snubbelstenar (tyska: Stolpersteine) i Frankfurt am Main vid Bockenheimer Landstraße 107 för Bertil Oppenheimers föräldrar Elli och Kurt Oppenheimer, för hans morfar och mormor Sigmund och Betty Hirsch samt hans morbror Gerhard Hirsch.
Boken har beskrivits som en väldokumenterad framställning av ett familjeöde, och berättar på ett gripande och övertygande sätt om deras och släktens historia. Bilder och bilagor förstärker den dokumentära aspekten, och boken beskrivs av recensenten som ett viktigt bidrag till vittneslitteraturen.
Boken gavs 2016 ut i en andra reviderad och utökad upplaga, och gavs 2023 ut på engelska.
Oppenheimer har föreläst om boken vid ett stort antal tillfällen, bland annat i hans föräldrars hemstad Frankfurt am Main.

### Familj
Bertil Oppenheimer är gift med Elisabet född Mueller. De har tillsammans två barn.

### Facklitteratur
- Revisorn och krisföretaget: regler för företagets drift vid likvidation och obestånd. Stockholm: BDO revision. 1990. Libris 1532647
- Företag i kris: vad en styrelseledamot, aktieägare och revisor bör tänka på. Supplement. Stockholm: BDO revision. 1991, 5 utökade och uppdaterade upplagan 2013. Libris 1305143
- Blomberg, Gunnar; Oppenheimer Bertil (1997, ny uppdaterad uppl. 1999). Verksam i aktiebolag - med personligt betalningsansvar!: vad styrelse, aktieägare och borgenärer bör känna till. Stockholm: BDO revision. Libris 2355157
- Oppenheimer, Bertil; Osser John (2016). Revisorsnämndens praxis: revisorsnämndens disciplinmål med referat, kommentarer och reflektioner. Stockholm: Jure. Libris 19785904. ISBN 9789172236523